# 199947 Qaidam
199947 Qaidam è un asteroide della fascia principale. Scoperto nel 2007, presenta un'orbita caratterizzata da un semiasse maggiore pari a 2,6355884 UA e da un'eccentricità di 0,2904813, inclinata di 16,35092° rispetto all'eclittica.